# Železniční trať Strakonice–Volary
Železniční trať Strakonice–Volary (v jízdním řádu pro cestující označená číslem 198) je jednokolejná regionální trať, která vede ze Strakonic přes Vimperk do Volar, přičemž více než polovinou své délky (od Strakonic až po Lipku) sleduje údolí říčky Volyňky. Provoz úseku trati ze Strakonic do Vimperka byl zahájen v roce 1893, úsek z Lenory do Volar v roce 1899 a poslední zprovozněný úsek z Vimperka do Lenory v roce 1900. Dne 1. 1. 1946 se poblíž Lčovic stala železniční nehoda a sice že dva protijedoucí vlaky se na trati srazily, nehoda měla tragické následky.

## Zajímavosti
Na této železniční trati se nachází zastávka Hoštice u Volyně, která je známá tím, že se zde natáčely některé scény z trilogie Slunce, seno,…. Dalším místem, které se objevilo ve filmu, byla stanice Lčovice ve filmu Trhák (přejmenována na Lipovec). Po trati dále je nádraží Kubova Huť (995 m n. m.), které je nejvýše položenou železniční stanicí v České republice. Ve Strunkovicích nad Volyňkou bylo nádraží nahrazeno zastávkou blíže ke vsi, v původní stanici vlaky nezastavují, je zde však možné křižování, nebo nakládka a vykládka.

## Poškození
Dne 25. 5. 2018 došlo k sesuvu svahu u stanice Lipka směrem na Vimperk, trať nebyla průjezdná, dopravce GW Train Regio nejprve nahradil vlaky autobusy v úseku Lipka - Bohumilice v Čechách, od 4. 6. 2018 však byly vlaky nahrazeny z Lipky až do Strakonic, od začátku července se po stížnosti kraje provoz na úsek Strakonice - Bohumilice v Čechách opět vrátil. Výluka měla trvat do 18. 10. 2018, nicméně stav byl horší než SŽDC nejprve předpokládala a bylo potřeba přestavět zhruba 1,5 km trati. SŽDC vybrala zhotovitele - společnost Chládek & Tintěra - a termín obnovení provozu určila na konec listopadu 2018, nicméně práce měly probíhat až do dubna 2019. V červenci 2019 byly práce dokončeny.

## Navazující tratě

### Strakonice
- Železniční trať Plzeň – České Budějovice
- Železniční trať Březnice–Strakonice

### Volary
- Železniční trať Číčenice–Volary

## Stanice a zastávky

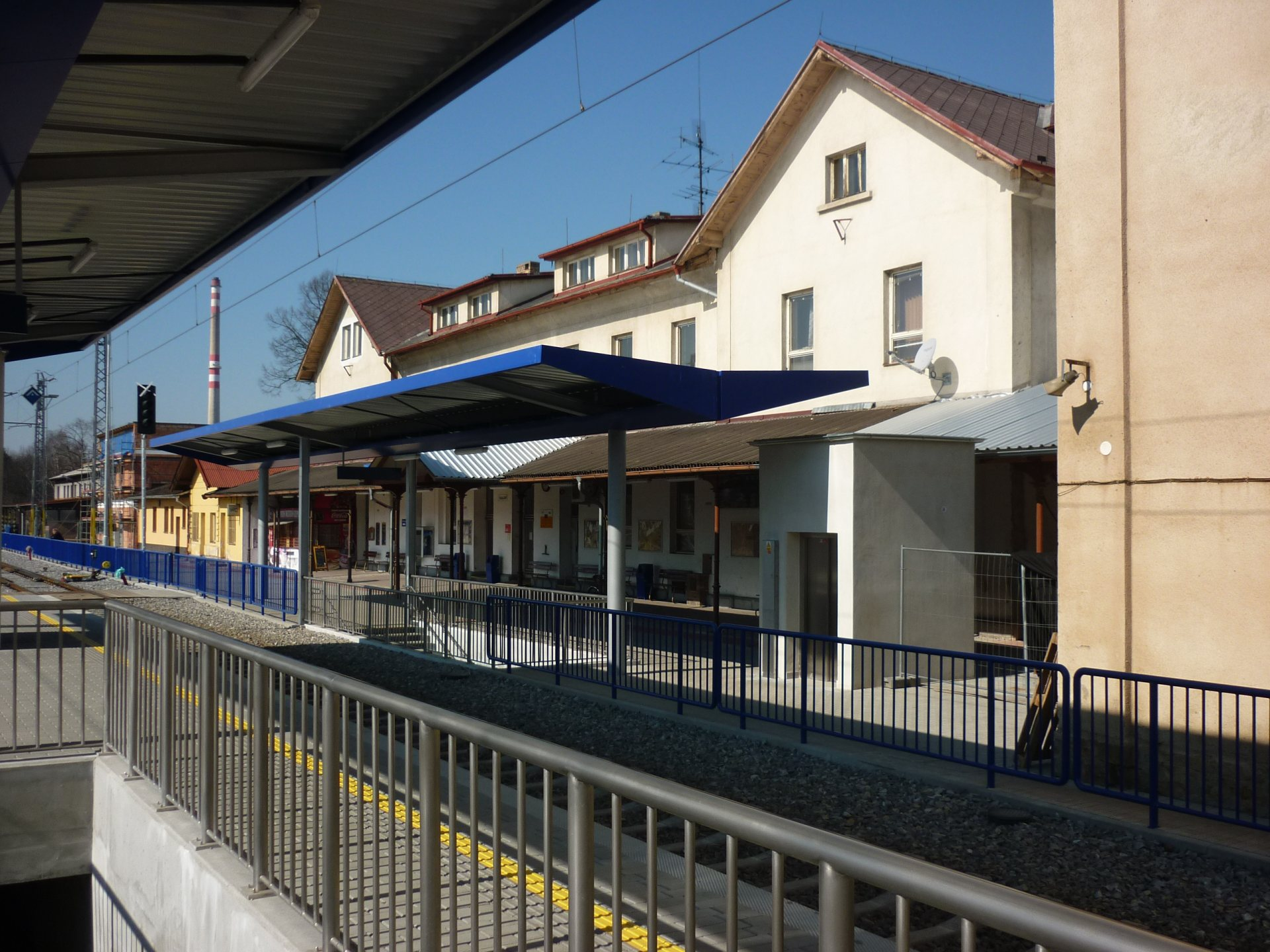
Strakonice
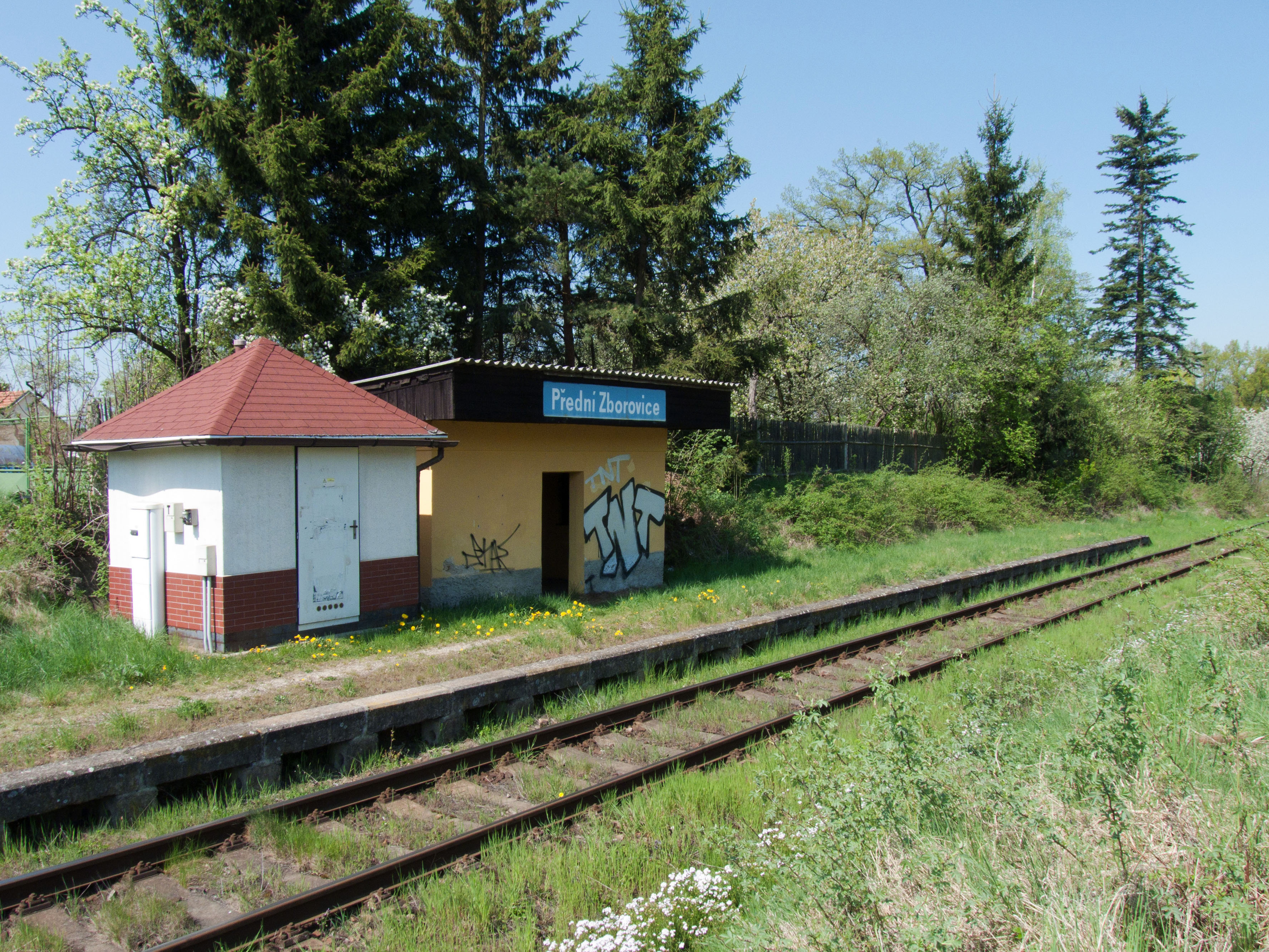
Přední Zborovice
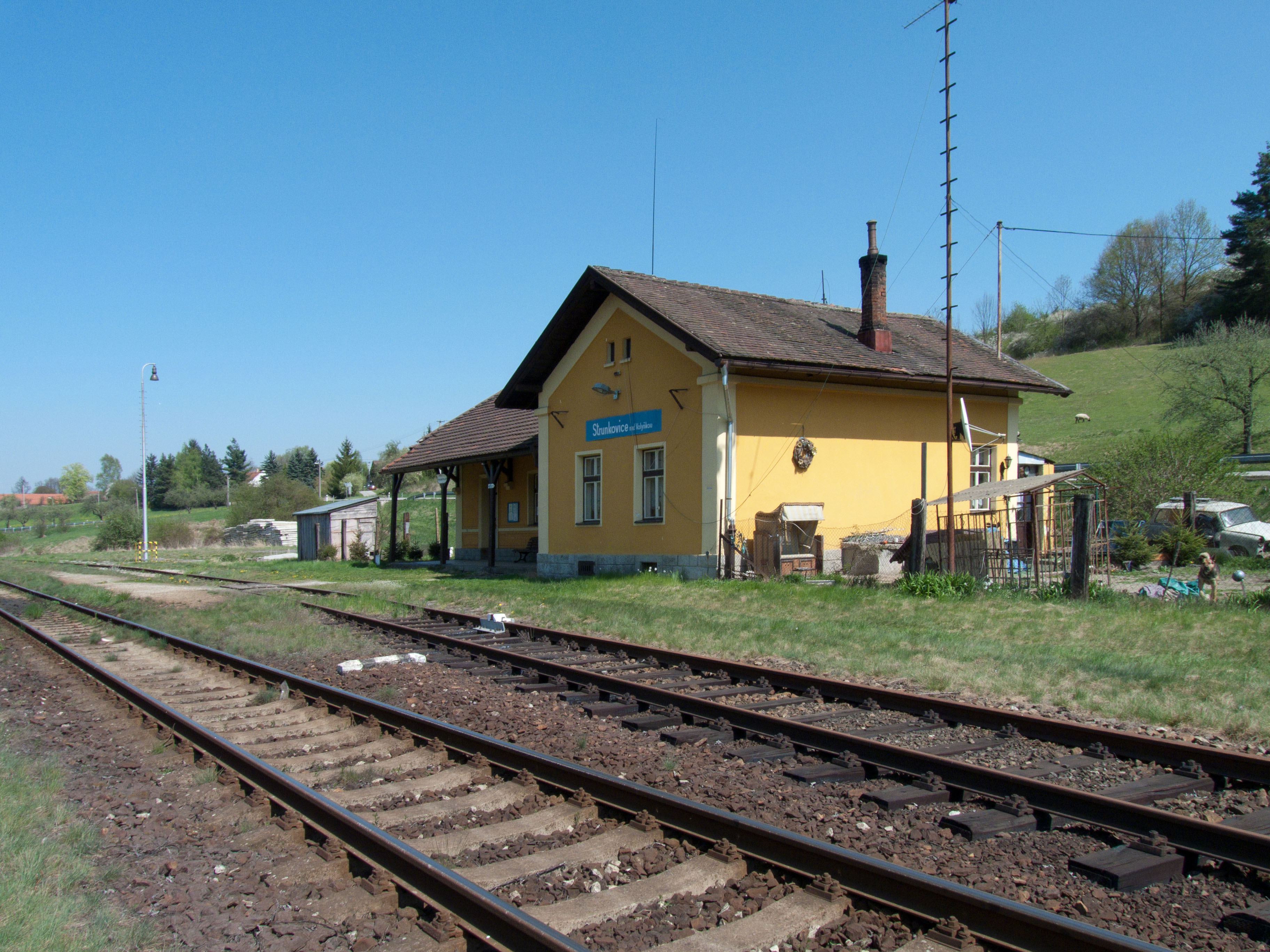
Strunkovice nad Volyňkou
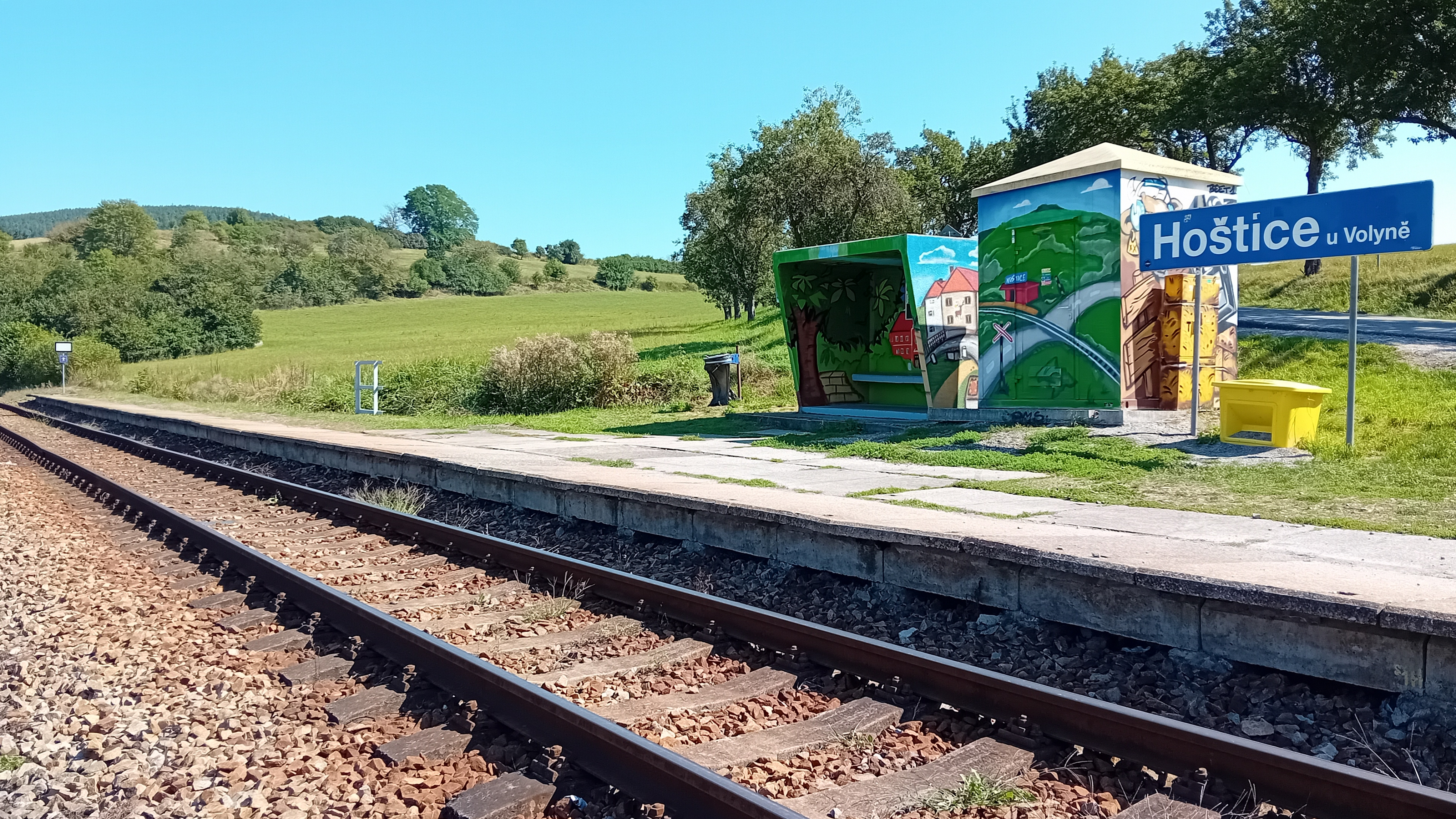
Hoštice u Volyně
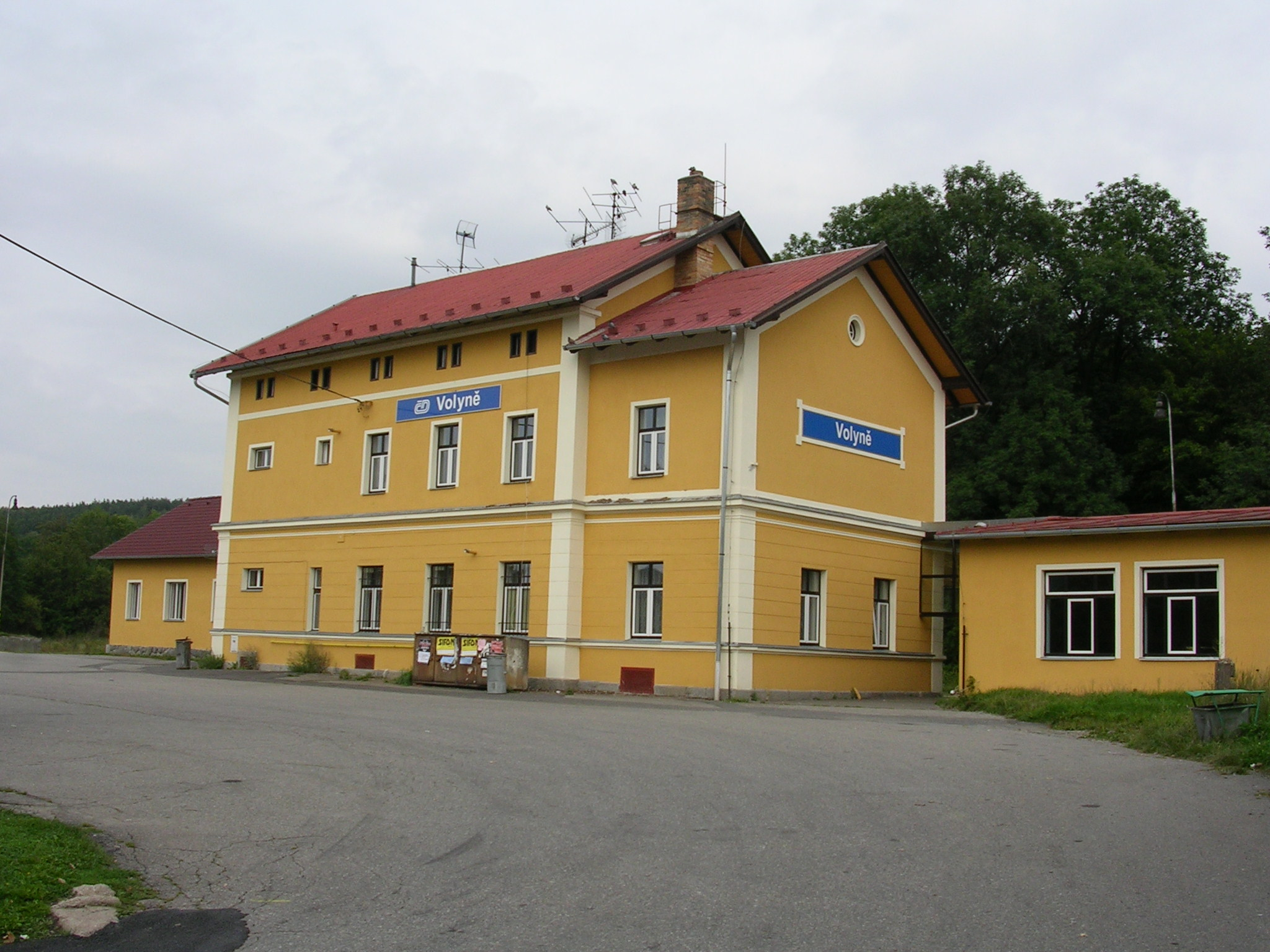
Volyně
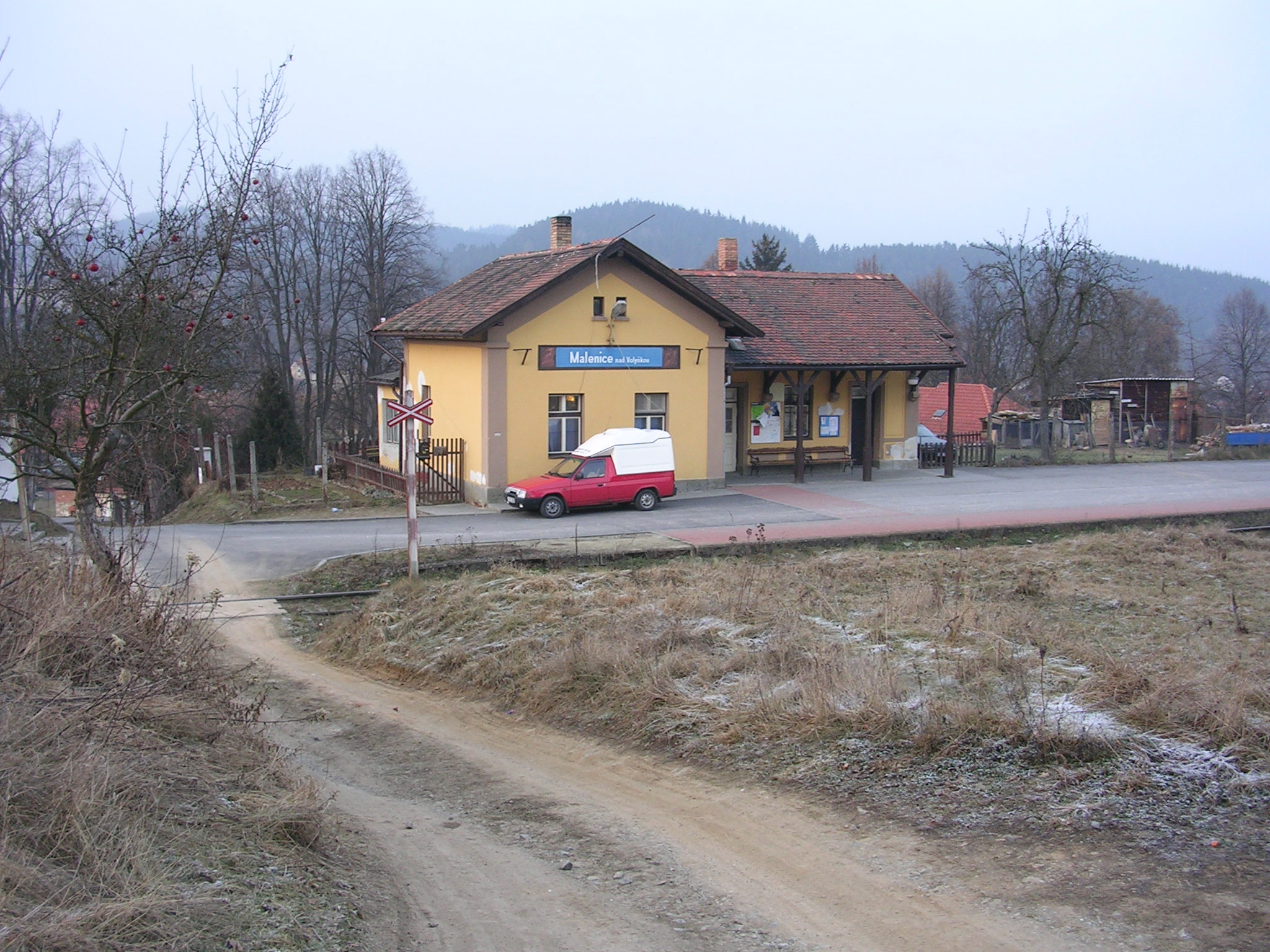
Malenice nad Volyňkou
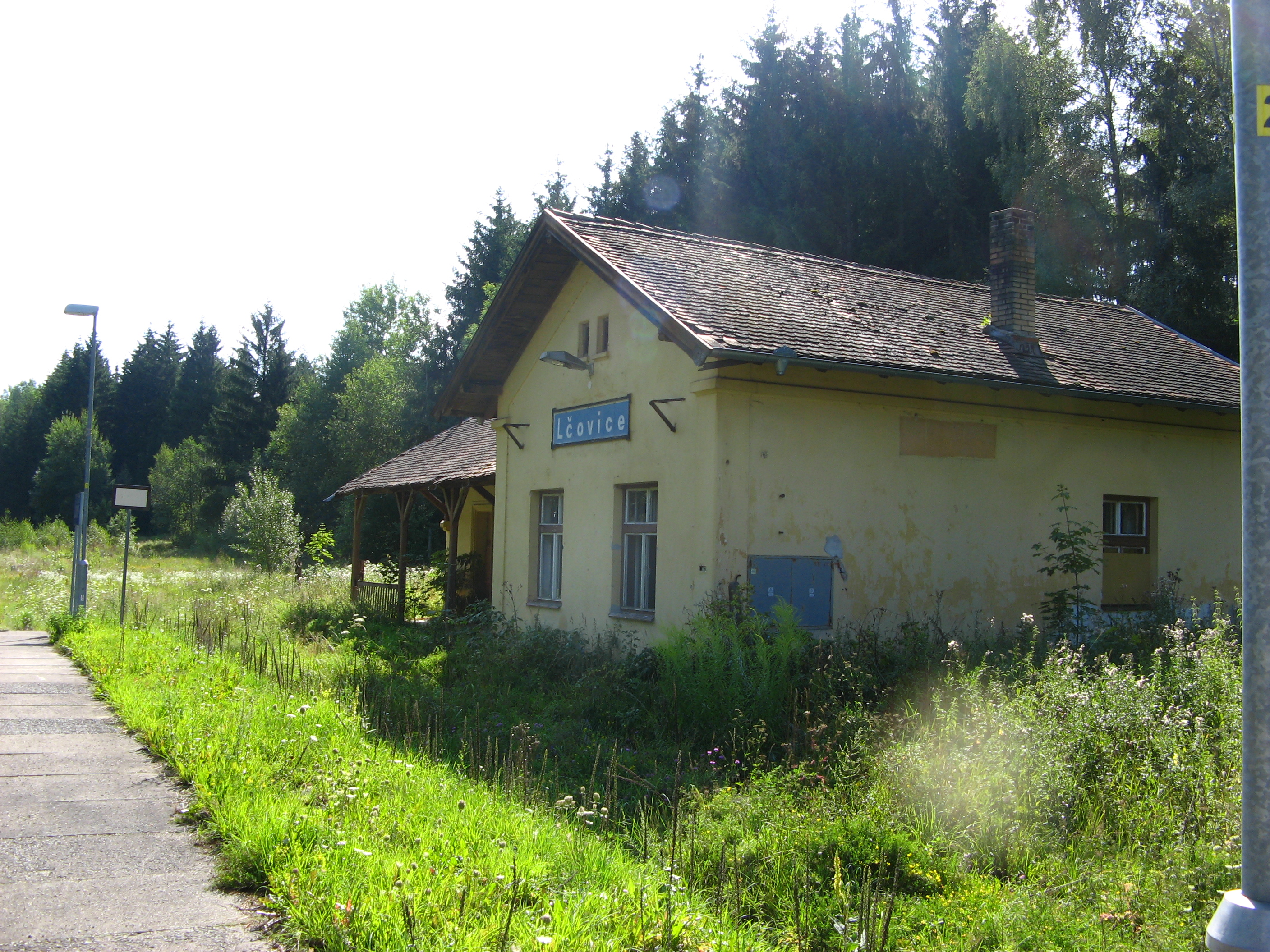
Lčovice
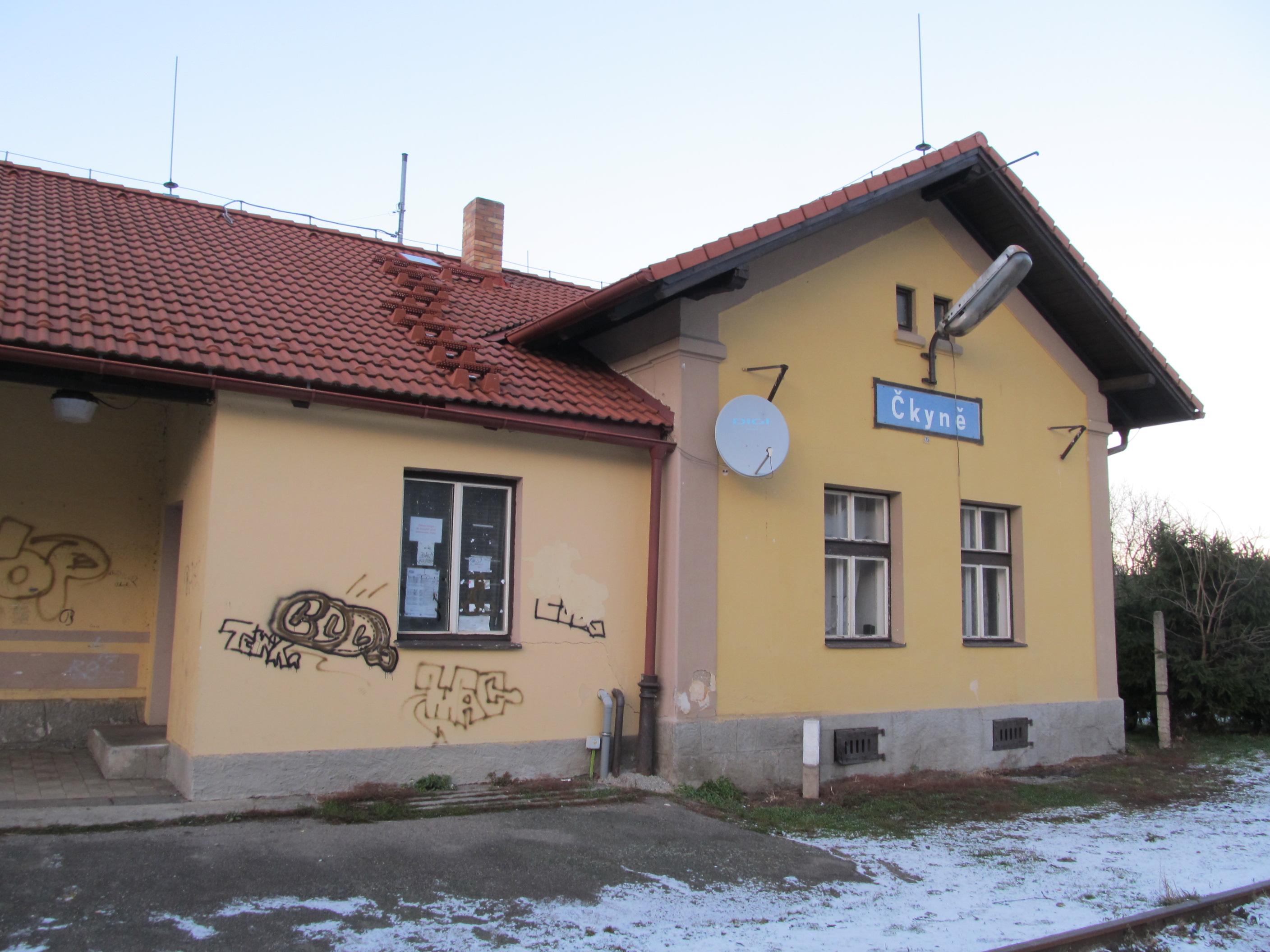
Čkyně
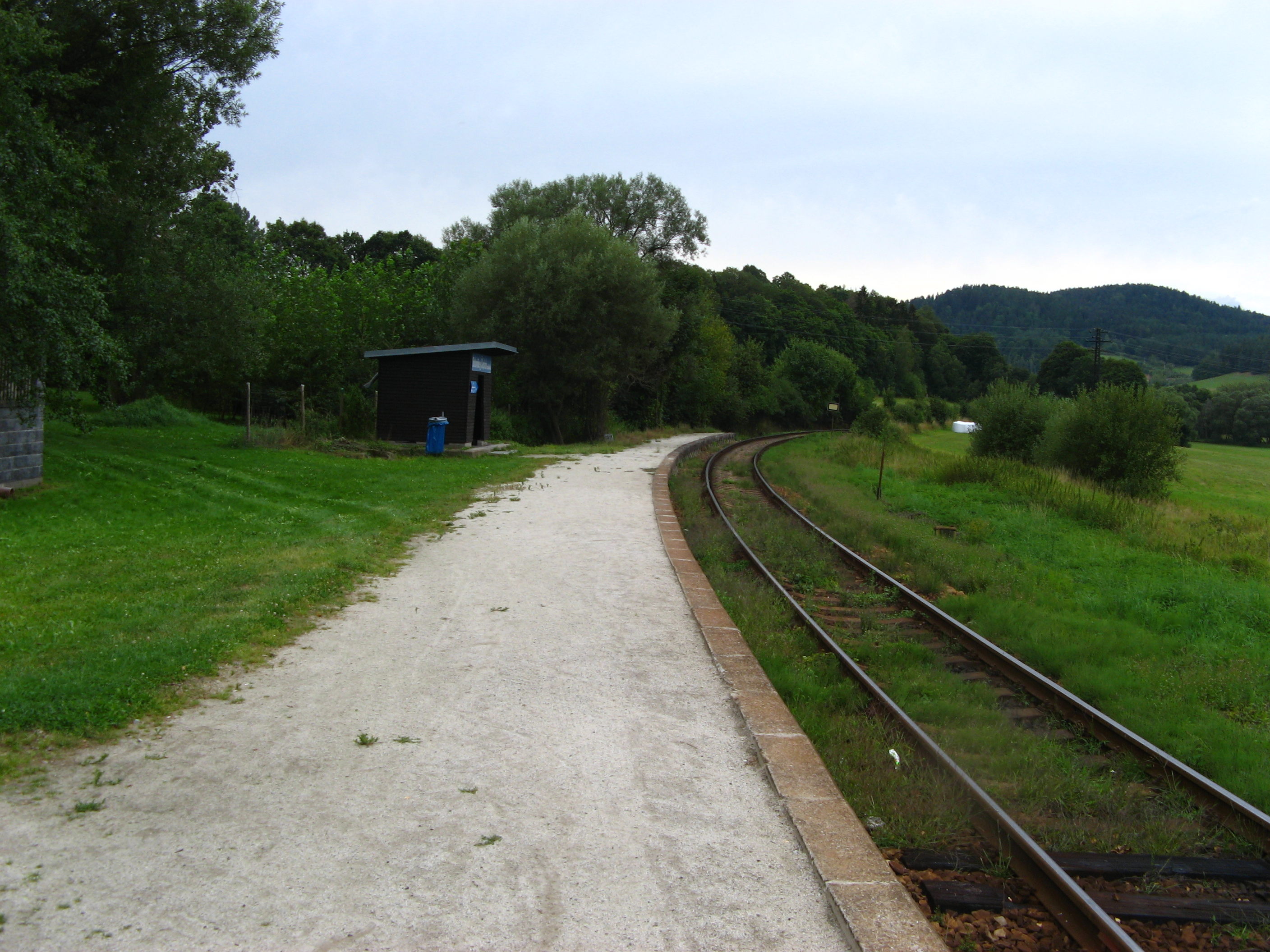
Bohumilice v Čechách zastávka
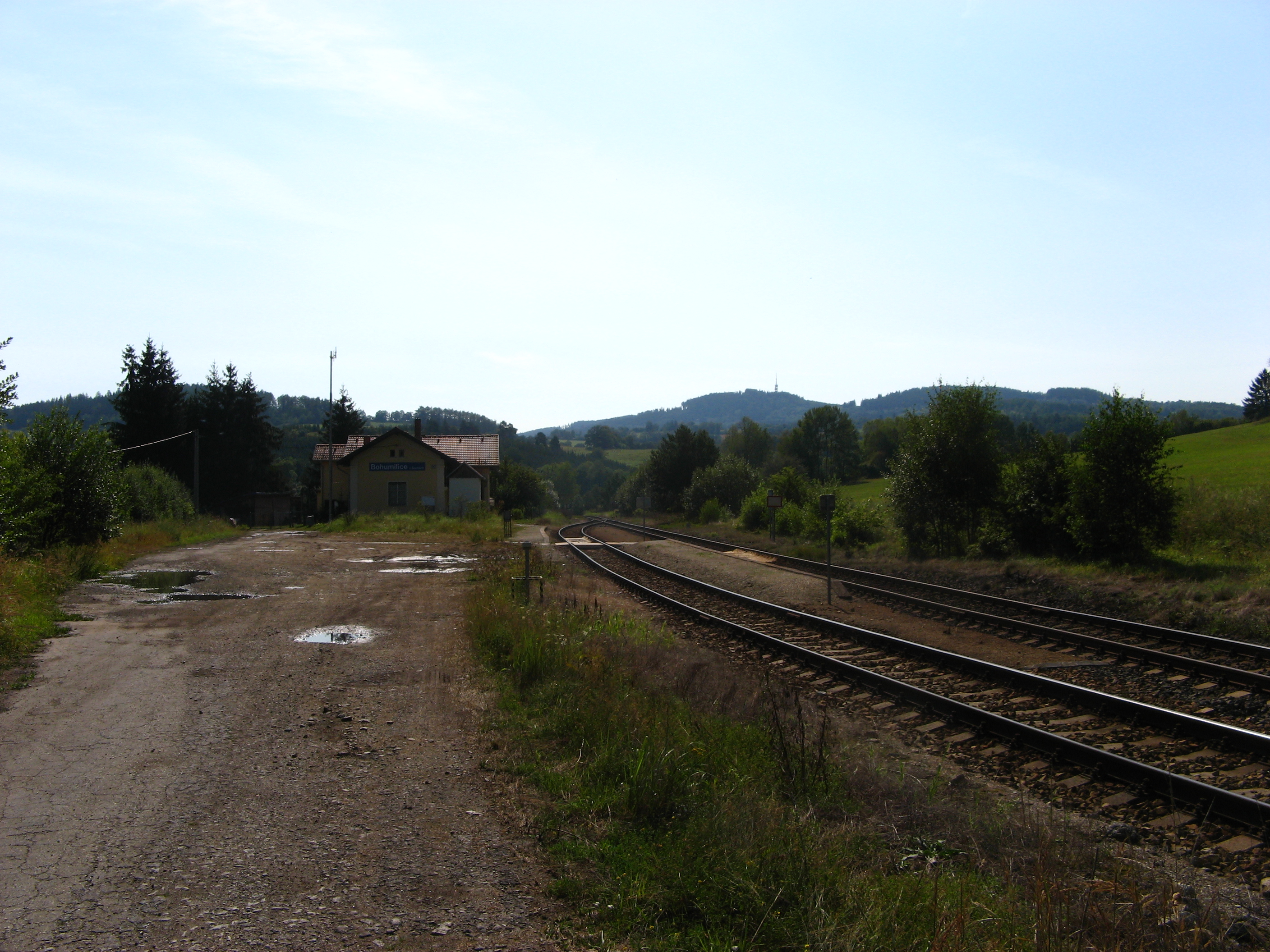
Bohumilice v Čechách
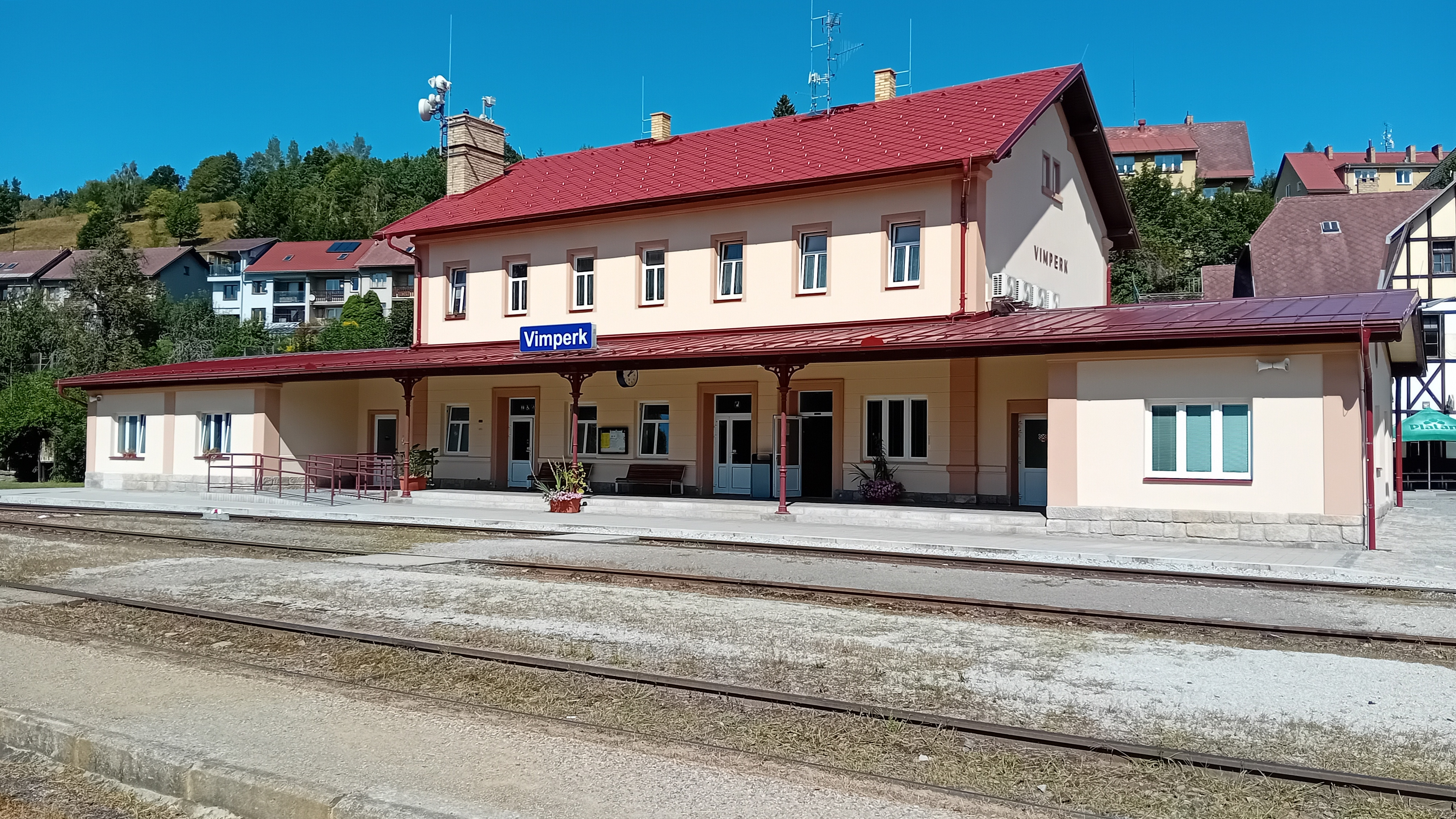
Vimperk
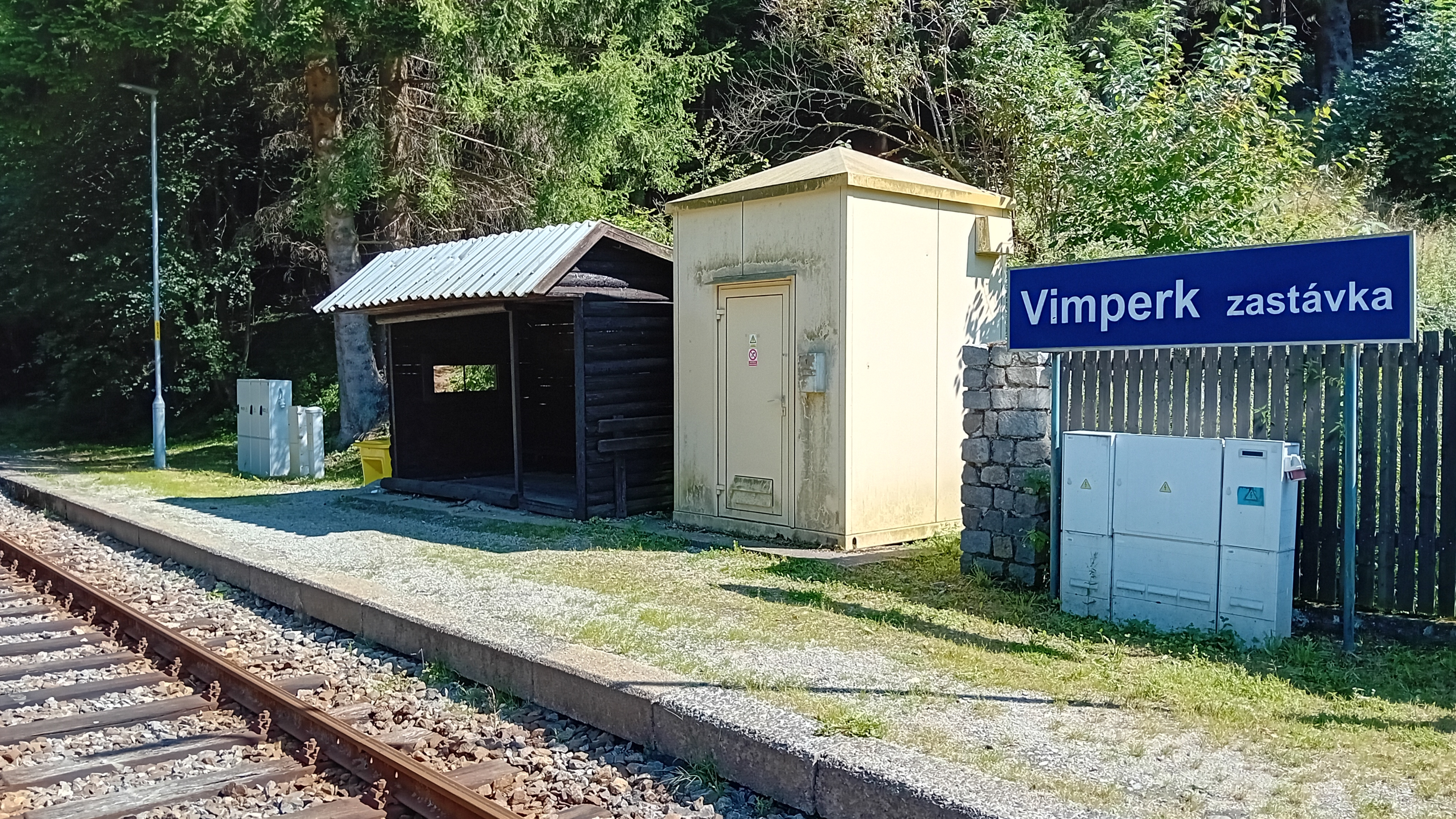
Vimperk zastávka
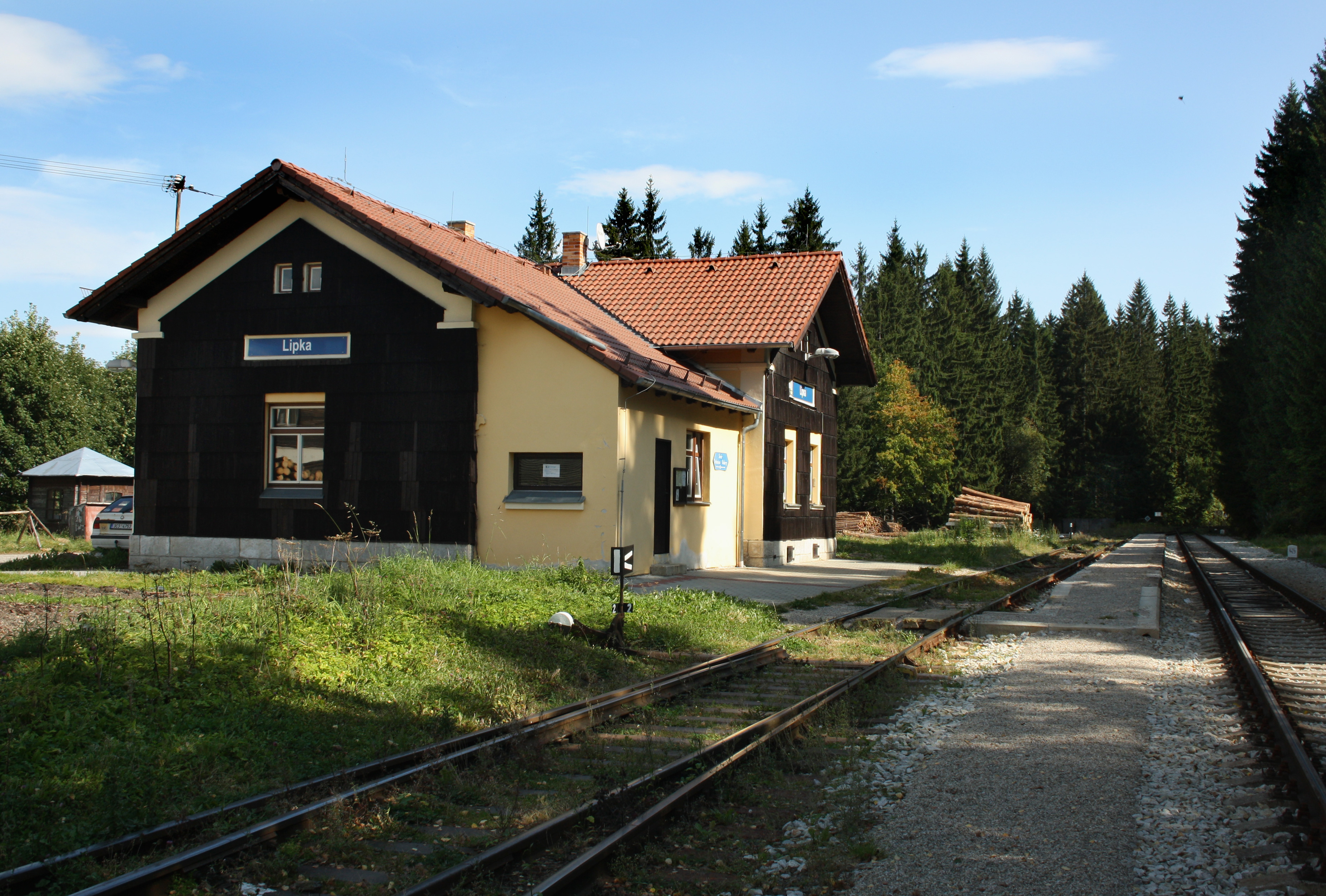
Lipka
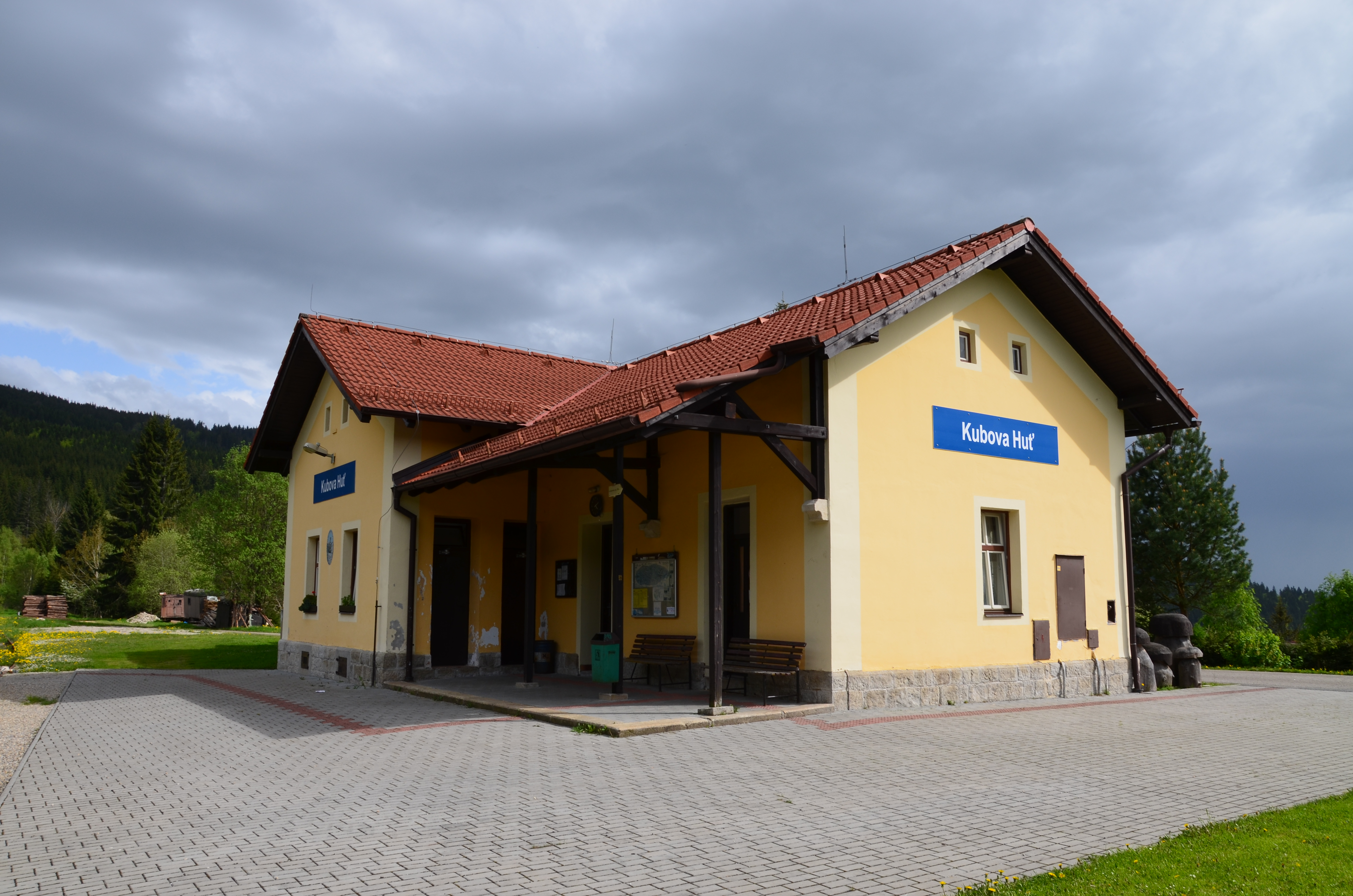
Kubova Huť
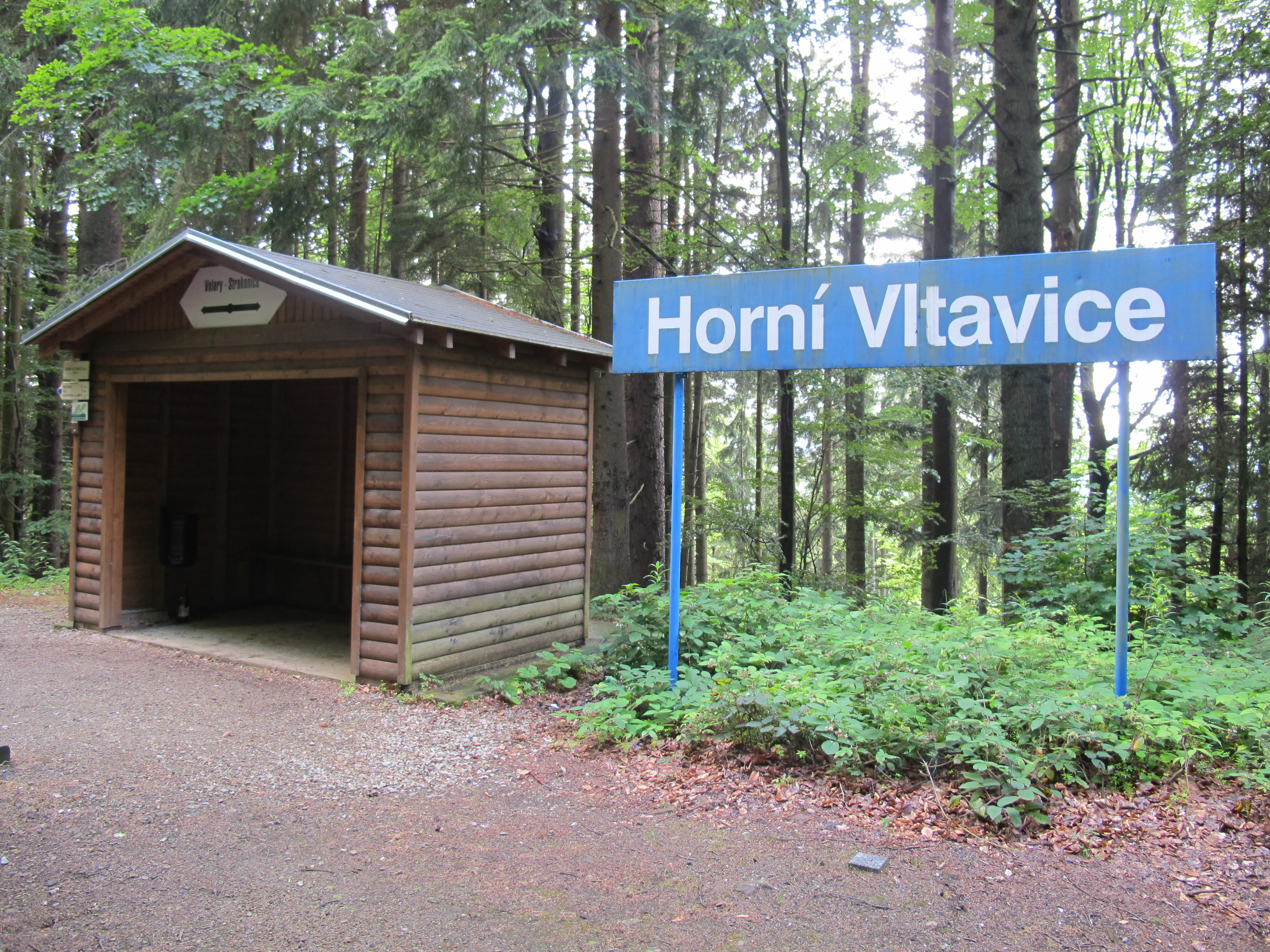
Horní Vltavice
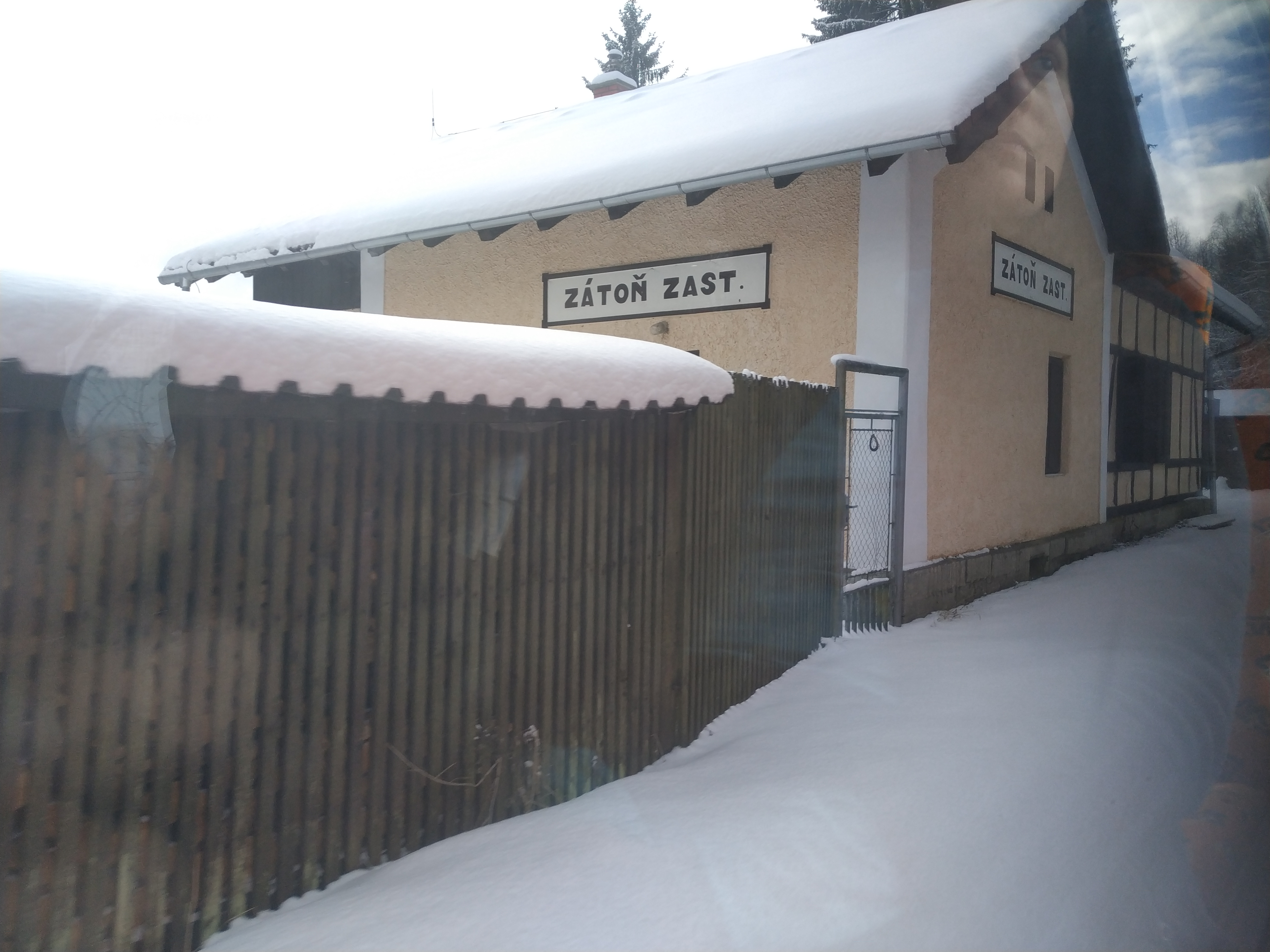
Zátoň
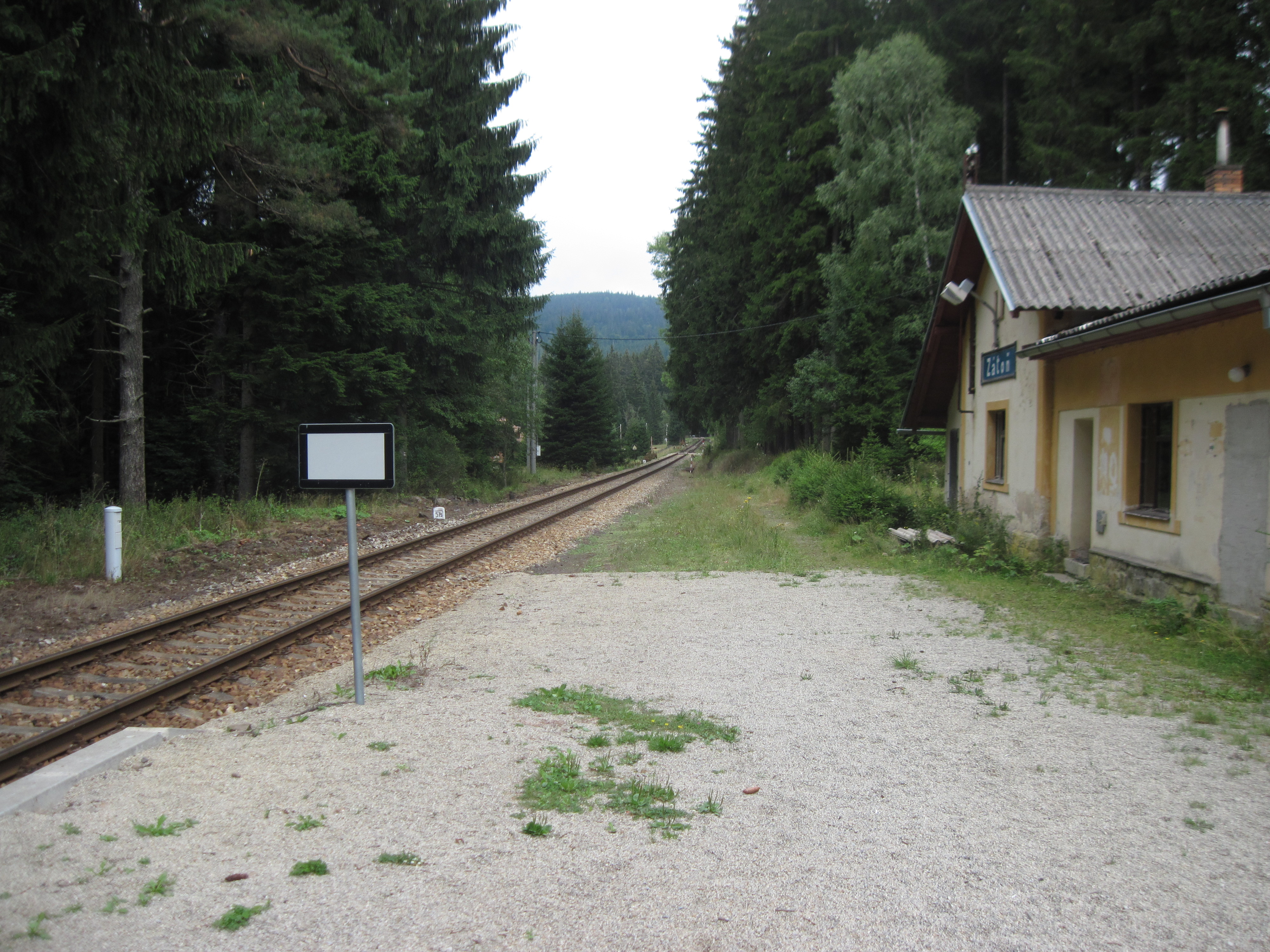
Zátoň-Boubín
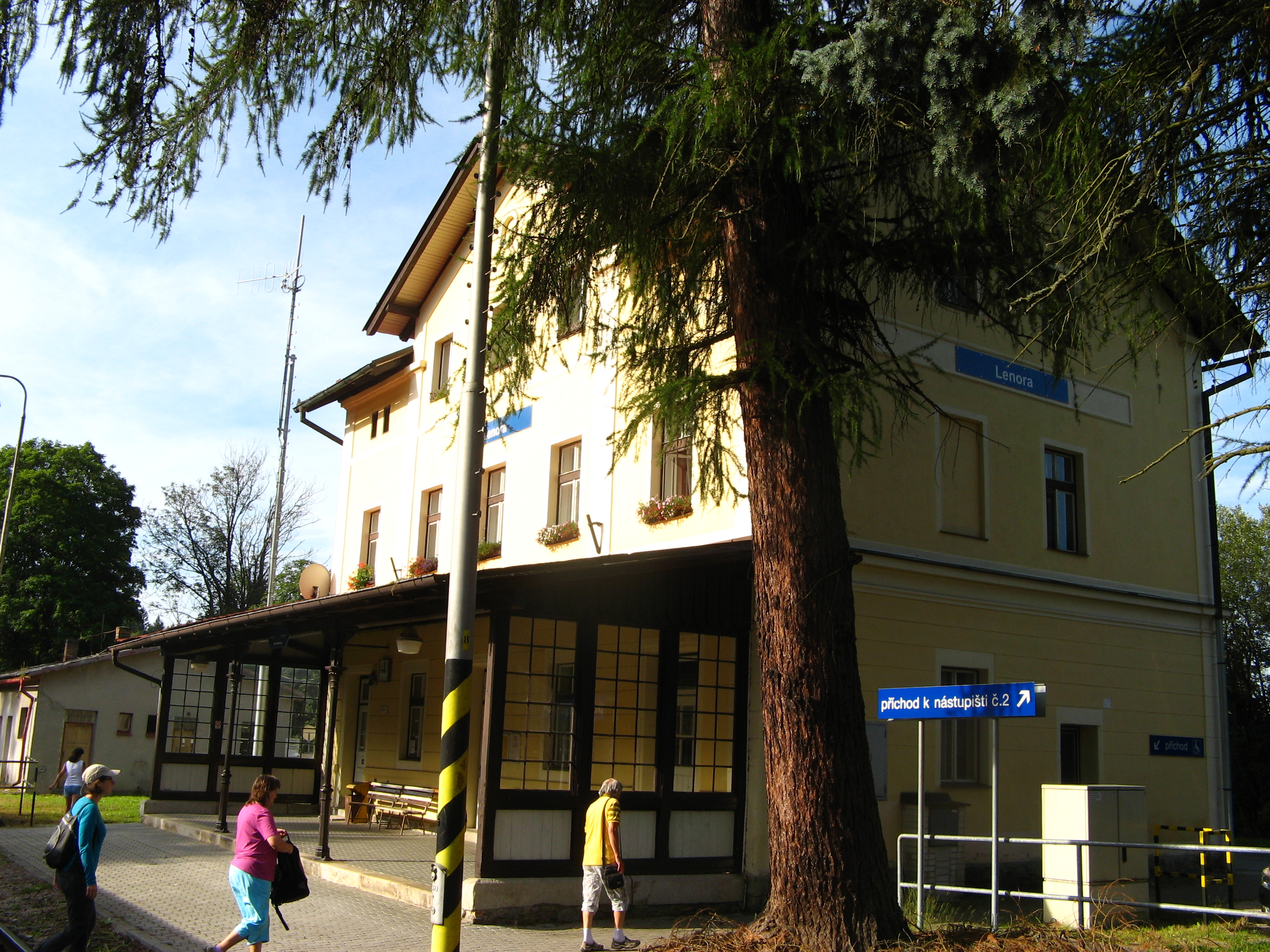
Lenora
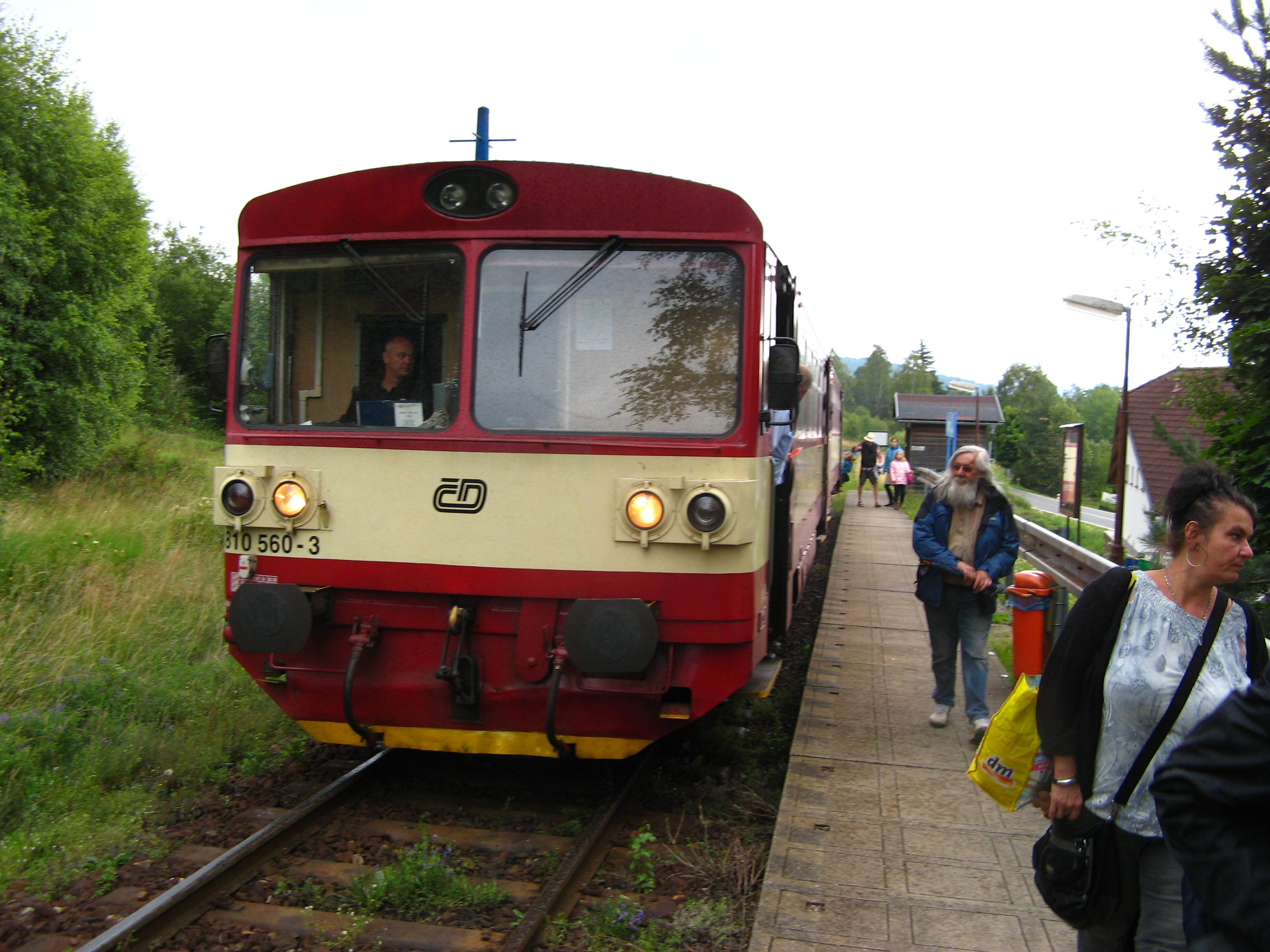
Lenora zastávka
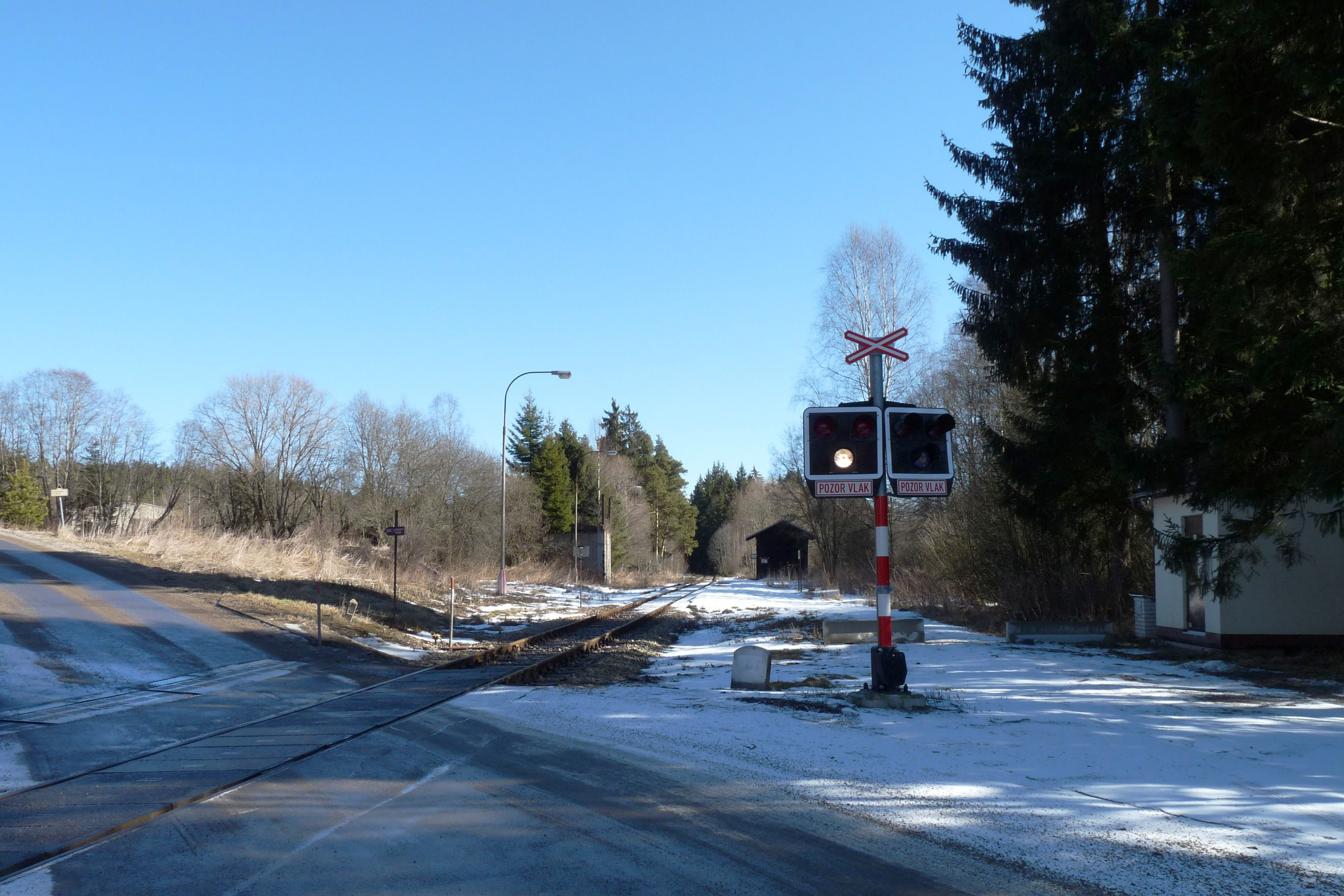
Soumarský most
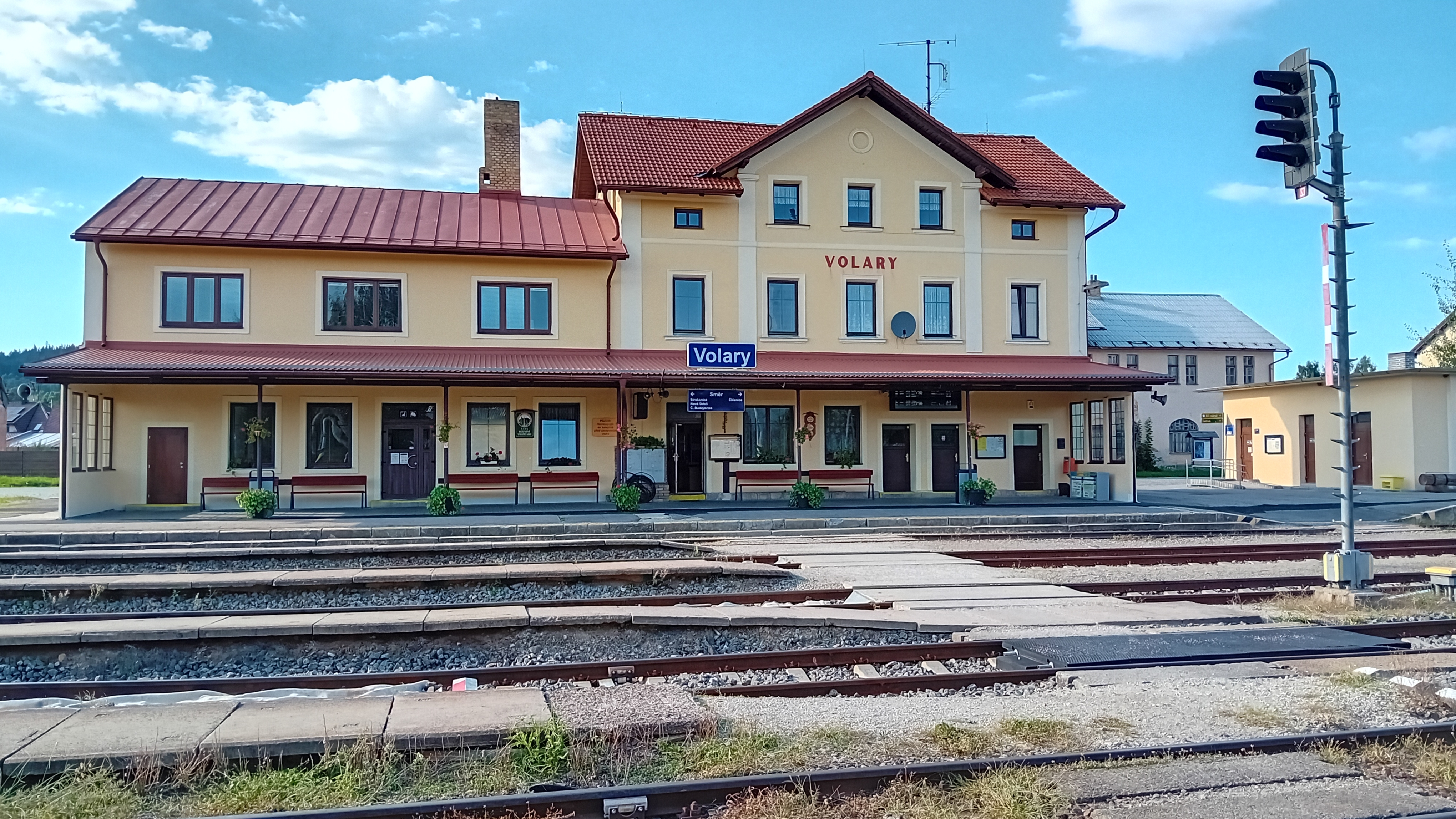
stanice Volary